# Dominic Stricker
Dominic Stricker (født 16. august 2002 i Münsingen, Schweiz) er en professionel tennisspiller fra Schweiz.